# Disphragis epona
Disphragis epona är en fjärilsart som beskrevs av William Schaus 1892. Disphragis epona ingår i släktet Disphragis och familjen tandspinnare. Inga underarter finns listade i Catalogue of Life.